# Jean-Pierre Moscardo
Jean-Pierre Moscardo est un réalisateur français de cinéma et de télévision. Il a notamment travaillé pour Canal + en réalisant des émissions de divertissement (Les Nuls) ou des reportages d'investigation.
En 1997, avec l'aide de Canal+,  il fonde avec Gilles Kaehlin, ancien policier des RG reconverti dans le journalisme, la société de production C97.

## Filmographie
Cinéma
- 1979 : Le Mouton noir avec Jacques Dutronc, Brigitte Fossey et Hélène Rollès

Télévision
- 1980 : Médecins de nuit, épisode : La décapotable
- 1986 : Médecins de nuit, épisode : Nuit de chine
- 1986 : Léo Ferré, nuit d’absence - Documentaire musical

Reportages
- 1982 : Les Filières de l'Immigration Clandestines TF1 produit par Michel Thoulouze Reportage de 52 min - Prix Italia et sélectionné pour L'Emmy Award - Monté par J-C Guillosson
- 1985 : Les Sentiers de la Honte avec Hervé Chabalier Reportage de 52 min, sélectionné pour L'Emmy Award - Monté par J-C Guillosson
- 1988 : L'argent de la drogue - Reportage d'investigation diffusé sur Canal+
- 1991 : L'homme qui a voulu s'offrir Hollywood - Reportage d'investigation sur Giancarlo Paretti diffusé sur Canal+
- 1999 : Charter pour l'Enfer (coréalisé avec Hervé Chabalier)